# Resident Evil 4 (игра, 2023)
Resident Evil 4 (с англ. — «Обитель зла 4»), известная в Японии как Biohazard RE:4 — компьютерная игра в жанрах survival horror и шутера от третьего лица, разработанная студией Consumer Games Development Division 1 и изданная Capcom. Является ремейком одноимённой игры 2005 года —
шестой в основной серии Resident Evil (две предыдущие игры — Resident Evil Zero и Resident Evil Code: Veronica). Игра вышла 24 марта 2023 года.

## Сюжет
Игрок управляет американским правительственным агентом Леоном Скоттом Кеннеди, выполняющим миссию по спасению Эшли Грэм, дочери президента Соединённых Штатов, из испанской деревни, где правит Лос-Иллюминадос, жестокий культ, подчиняющийся древнему паразиту.

## Игровой процесс
Как и в оригинальной игре, и в ремейках Resident Evil 2 и Resident Evil 3, в ремейке Resident Evil 4 игровой процесс представлен в виде шутера от третьего лица, где игровая камера размещается над плечом действующего персонажа. Создатели позиционируют ремейк как игру, которая будет страшнее, чем оригинал, с более напряжённой атмосферой, более ужасающим дизайном вражеских персонажей и более тёмными, улучшенными фонами.
Относительно оригинальной игры, некоторые элементы игрового процесса частично претерпели изменения. Роль ножа как оружия ближнего боя стала более значимой: теперь с помощью него Леон может парировать удары и брошенные снаряды врагов, освобождаться от захватов, мгновенно добивать противника при определённых ситуациях. Как и в ремейке Resident Evil 2, у ножа есть запас прочности: он может прийти в негодность при частом использовании, однако Леон может найти ему замену или починить сломанный нож у торговца. Выбор оружия стал доступен через назначаемое пользователем быстрое меню выбора, и теперь не требуется вручную менять оружие в инвентаре, а у гранат появилась визуальная подсветка перед броском.
Помимо этого, была расширена система крафтинга: если в оригинальной игре эта функция ограничивалась смешиванием трав для получения лекарств и объединением предметов с драгоценными камнями, то в ремейке также стало доступно изготовление боеприпасов при смешивании пороха и запчастей.
Сюжетная часть претерпела незначительные изменения, связанные с появлением новых возможностей ремейка или упрощением игрового процесса. Так, например, многие сцены QTE были вырезаны или переделаны под новые возможности игрового процесса. Знаменитая битва на ножах с наёмником Краузером, которая в оригинале представляла собой серию QTE-моментов, перемежаемых сюжетными диалогами, была переделана под новые механики использования ножа — сражаясь с противником, игрок теперь может парировать выпады Краузера и выполнять контратаки в зрелищной битве, не ограниченной заскриптованными событиями.

## Разработка
Сообщается, что разработка игры началась примерно в 2018 году под руководством студии M-Two. Затем, в январе 2021 года, Capcom взяла на себя разработку игры под руководством студии Consumer Games Development Division 1, и «многие члены команды», работавшие над ремейком Resident Evil 2, вернулись к работе над этой игрой. После её анонса Capcom заявила, что игра разрабатывается «путём переосмысления сюжетной линии игры при сохранении сути её направления, модернизации графики и обновления элементов управления до современного стандарта». Продюсер Ёсиаки Хирабаяси обещал, что после жалоб на видео игрового процесса эффекты дождя будут исправлены к выходу ремейка.

## Маркетинг
Первый тизер-трейлер был показан в рамках презентации Sony State of Play 3 июня 2022 года.
10 марта 2023 года стала доступна демо-версия игры под названием Resident Evil 4 Chainsaw Demo, показывающая эпизод посещения деревни Леоном Кеннеди. Демонстрационная версия не имеет ограничений по времени, как это было в демо-версиях предыдущих частей.
20 марта 2023 года Capcom опубликовала первый эпизод аниме Resident Evil Masterpiece Theater. Промо-сериал посвящён релизу ремейка Resident Evil 4.

## Выход
Выпуск для PlayStation 5, Xbox Series X/S и Windows, а также с поддержкой PlayStation VR2 запланирован на 24 марта 2023 года. В рамках презентации Tokyo Game Show было объявлено, что ремейк также выйдет на консоль предыдущего поколения PlayStation 4.
Спустя два дня после релиза, игрок под ником MrRedRivers отметил наличие в игре физики груди, рассматривая модели Ады Вонг и Эшли Грэм. Сразу же после видео, множество комментаторов выразили уважение и благодарность Capcom.
В сентябре 2023 года был анонсирован выпуск ремейка Resident Evil 4 на iPhone 15 Pro.
Дополнение Separate Ways с участием Ады Вонг вышло 21 сентября 2023 года.

## Восприятие
| Сводный рейтинг       | Сводный рейтинг                       |
| Агрегатор             | Оценка                                |
| --------------------- | ------------------------------------- |
| Metacritic            | (PC) 91/100 (PS5) 93/100 (XSX) 91/100 |
| OpenCritic            | 92/100                                |
| «Критиканство»        | 83/100                                |
| Иноязычные издания    |                                       |
| Издание               | Оценка                                |
| 4Players              | 9/10                                  |
| Destructoid           | 7,5/10                                |
| Edge                  | 8/10                                  |
| Eurogamer             | Recommended                           |
| Famitsu               | 37/40                                 |
| Game Informer         | 9,5/10                                |
| GameRevolution        | 9/10                                  |
| GameSpot              | 10/10                                 |
| GamesRadar+           | [ 36 ]                                |
| GameStar              | 91/100                                |
| Giant Bomb            | [ 38 ]                                |
| Hardcore Gamer        | 4,5/5                                 |
| IGN                   | 10/10                                 |
| Jeuxvideo.com         | 18/20                                 |
| NME                   | [ 42 ]                                |
| PCGamesN              | 8/10                                  |
| PC Gamer (US)         | 80/100                                |
| Push Square           | 10/10                                 |
| Shacknews             | 10/10                                 |
| The Daily Telegraph   | [ 47 ]                                |
| The Guardian          | [ 48 ]                                |
| VG247                 | [ 49 ]                                |
| Video Games Chronicle | [ 50 ]                                |
| Русскоязычные издания |                                       |
| Издание               | Оценка                                |
| 3DNews                | 7,5/10                                |
| GameMAG.ru            | 10/10                                 |
| PlayGround.ru         | 9/10                                  |
| Riot Pixels           | 75 %                                  |
| StopGame.ru           | Изумительно                           |
| «Канобу»              | 8/10                                  |
| «НИМ»                 | 8,8/10                                |

Resident Evil 4 получила всеобщее признание критиков, согласно агрегатору рецензий Metacritic.
Продюсер оригинальной игры 2005 года Синдзи Миками прошёл игру и написал, что испытал огромное удовольствие.
Негативные комментарии поступили актрисе Лили Гао («Обитель зла: Раккун-Сити»), озвучившей Аду Вонг. Её работу назвали ужасной, а некоторые пользователи написали, что она «испортила ремейк». После многочисленных оскорблений Гао закрыла свой аккаунт в Instagram. Денис Майоров в обзоре на сайте Disgusting Men объяснил это сексизмом и кибербуллингом со стороны недовольных игроков. DSO Gaming заметил, что озвучивание Ады было однообразным и безжизненным, поэтому пользователи выпустили модификацию с голосом оригинальной актрисы.
В 2024 году PC Gamer опубликовал топ-100 ПК-игр, где ремейк Resident Evil 4 занял 63 место.

### Продажи
В день выпуска проекта, количество игроков одновременно находившихся в игре на площадке Steam превысил 113 тыс. человек, обогнав Resident Evil: Village, Resident Evil 3, Resident Evil 2 и Resident Evil 7: Biohazard. В конце марта — начале апреля 2023 года игра заняла первое место в розничном чарте Великобритании. На 26 октября 2023 года тираж достиг 5,45 миллионов копий. К 31 декабря 2023 года — 6,48 млн копий. На 13 марта 2024 года было продано более 7 млн копий. 16 октября 2024 года студия Capcom Dev 1 сообщила о достижении отметки в 8 млн копий. 6 января 2025 года компания отчиталась о 9 млн копий, уточнённые данные на 31 декабря 2024 года — 9,2 млн. 25 апреля 2025 года Capcom обнародовала сведения о более 10 млн проданных копий Resident Evil 4.